# バイバルス
バイバルス・アル＝ブンドゥクダーリー（アラビア語: الملك الظاهر ركن الدين بيبرس البندقداري　転写：al-Malik aẓ-Zāhir Rukn ad-Dīn Baybars al-Bunduqdārī, 1223年 / 1228年 - 1277年7月1日）は、マムルーク朝（バフリー・マムルーク朝）の第5代スルターン（在位：1260年 - 1277年）。在位中の事績から実質的なマムルーク朝の建国者と評価されることもある。即位名によりアッ＝ザーヒル・バイバルス（アラビア語: الملك الظاهر بيبرس al-Malik aẓ-Zāhir Baybars）とも呼ばれる。

## 事績

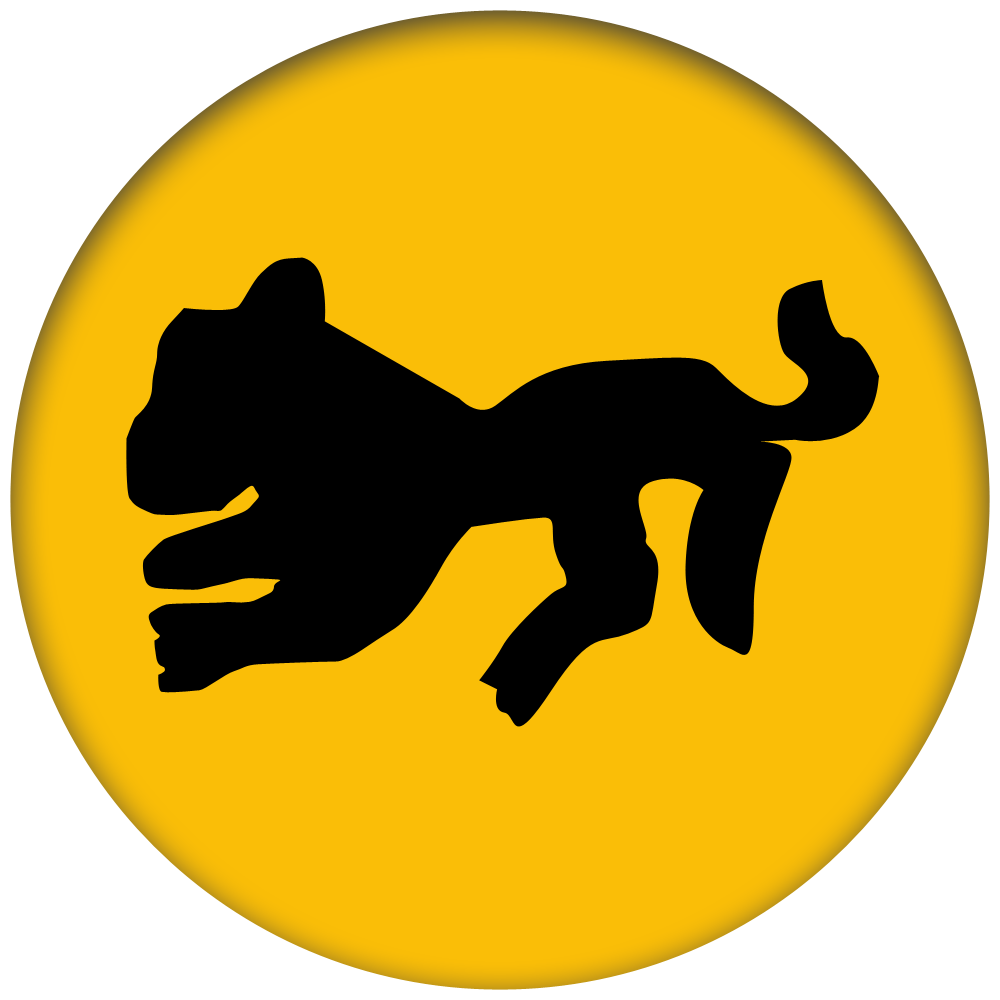
バイバルスが使用したライオンの紋章

マムルーク（軍人奴隷）としてエジプトのアイユーブ朝に仕え、1250年のマンスーラの戦いでエジプトに侵入した第7回十字軍に大勝を収める。1260年のアイン・ジャールートの戦いではモンゴル軍に勝利し、モンゴルのエジプトへの進出を阻止した。戦後、マムルーク朝のスルターン・ムザッファル・クトゥズを殺害して王位に就き、全シリアを併合する。バイバルスの軍事的・政治的な能力により、外部勢力の侵入に反応して成立したマムルークたちの政権は確固たるものとなった。
バイバルスは優れた精神力と体力の持ち主であり、17年にわたる在位中に38回のシリア遠征を実施し、うちモンゴル軍と9回、十字軍と21回にわたって交戦した。38回の遠征において、その半分はバイバルス自身が陣頭で指揮を執っていた。華々しい戦績のためにバイバルスは英雄としてアラブ世界に名前を遺し、ハールーン・アッ＝ラシードやサラディンと並ぶ英雄として知られている。バイバルスの英雄譚は説話文学に昇華され、マムルーク朝後期からオスマン帝国期にかけての時期に現存する物語の形式が成立する。バイバルスの活躍を鮮やかに描いた物語は、語り部（カーッス）を通して民衆を魅了した。

## 名前の語源
「バイバルス」はテュルクの言葉で「虎のベイ」を意味する。バイバルスの名前の「アル＝ブンドゥクダーリー」は最初の主人であるアイダキーン・アル＝ブンドゥクダーリーから与えられた名前であり、「弓兵」を意味している。

## 生涯

### 仕官以前
バイバルスはエジプトから遠く離れた、黒海北方のキプチャク草原に居住する遊牧民族キプチャクの出身である。14歳ごろにモンゴル軍のアナス・ハーンに捕らえられ、アナトリア半島のスィヴァスで奴隷商人に引き渡された。
モンゴル軍の進攻の後、中東の奴隷市場は供給過多と言える状態になり、バイバルスの買い手はなかなか現れなかった。バイバルスはハマーのアイユーブ家の王族の元に売られたが、肌が褐色であるという理由で返却される。次にダマスカスに連れて行かれ、一度は800ディルハム（約40ディナール）で購入されたが、片目に白内障の斑点があるという理由で再び返却された。もう一度ハマーに戻り、アイユーブ朝のアミール（司令官）であるアイダキーン・アル＝ブンドゥクダーリーによってようやく購入され、奴隷身分から解放された。
アイダキーンはアイユーブ朝のスルターン・サーリフから不興を買ってハマーに左遷されていたがやがて許され、1246年にバイバルスはアイダキーンに従ってカイロに移った。しかし、再びサーリフの怒りを買ったアイダキーンは財産を没収され、バイバルスもサーリフ直属のマムルーク軍団であるバフリー・マムルークに編入された。サーリフの下に入ったバイバルスは最初衣装係に任命され、20歳頃に連隊長の地位に昇進する。

### 第7回十字軍との戦闘

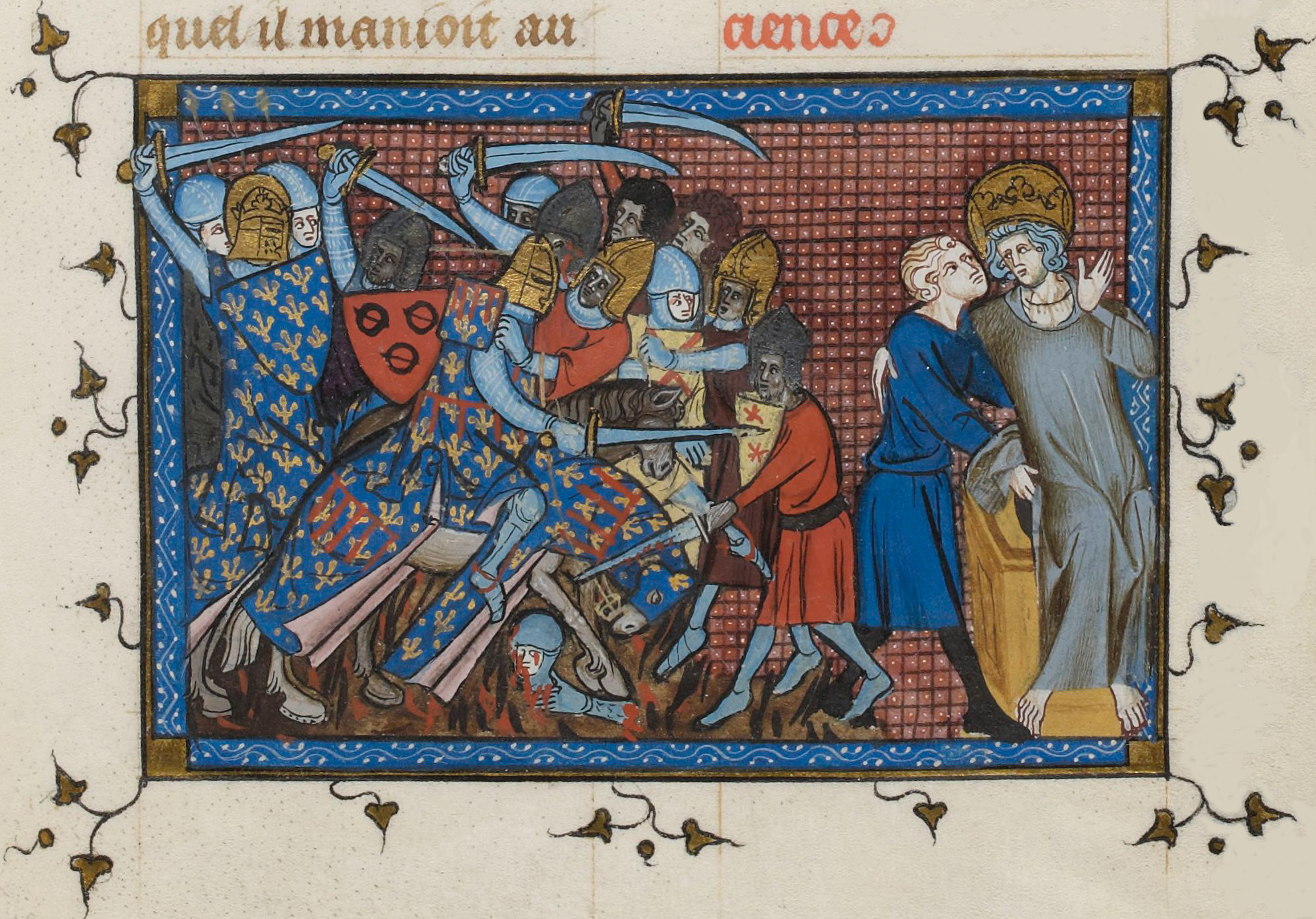
マンスーラの戦い

1249年にフランス王ルイ9世率いる第7回十字軍がエジプトに上陸し、ナイル河口の港湾都市ダミエッタを占領した。病身のサーリフはダミエッタ南西のマンスーラに陣営を構えて迎撃の準備にとりかかるが、同年11月にサーリフは陣没する。十字軍がダミエッタに上陸した時、バフリー・マムルークの長であるアクターイが不在であったため、一時的にバイバルスがバフリー・マムルークの指揮を執った。
1250年2月、アイユーブ軍の指揮官ファクルッディーンはルイ9世の弟ロベールの奇襲を受けて戦死し、ロベール率いる騎兵隊は本陣のファクルッディーンを撃破した後、マンスーラ市内に突入した。しかし、マンスーラ市内に入った騎兵隊は、バイバルスが率いるバフリー・マムルークの反撃にあって壊滅し、ロベール自身も戦死を遂げる（マンスーラの戦い）。マンスーラでの勝利からバフリー・マムルークを先頭とするアイユーブ軍の反撃が始まり、さらにイラクから帰国したサーリフの王子トゥーラーン・シャーによって十字軍の補給路が絶たれる。物資の欠如と疫病により十字軍は追い詰められていき、1250年4月にアイユーブ軍はファルスクールの戦いでルイ9世を捕虜とした。
マンスーラの戦いの後、スルターンに即位したトゥーラーン・シャーは、バフリー・マムルークたちを追放・投獄し、自身の側近を重用した。マムルークとトゥーラーン・シャーの対立は深まり、バイバルスはバフリー・マムルークの長アクターイ、カラーウーン、イッズッディーン・アイバクらとトゥーラーン・シャー暗殺を企てる。1250年5月2日にファルスクールでトゥーラーン・シャー暗殺が決行され、最初にバイバルスがトゥーラーン・シャーを斬りつけた後にアクターイが致命傷を与え、計画は成功を収める。
トゥーラーン・シャーの死後、バフリー・マムルークに推戴されたサーリフの寡婦シャジャル・アッ＝ドゥッルがスルターンとなり、マムルーク朝が成立する。

### 放浪時代
マムルーク朝成立後、シャジャル・アッ＝ドゥッルに代わってスルターンとなったアイバクはバフリー・マムルークを危険視し、1254年にアクターイを殺害する。バイバルスはカラーウーンら仲間とともにエジプトから脱出し、ダマスカスのアイユーブ王族マリク・アン＝ナースィルの元に亡命する。
やがてナースィルと不仲になると、バイバルスたちはカラクのアイユーブ王族ムギースの元に移った。バイバルスたちはムギースにエジプトへの進軍を依頼するが、エジプトのマムルーク朝との戦いに敗れ、ムギースからも疎まれるようになった。
シリアでの放浪時代はバイバルスにとって辛い時期であったが、「バイバルスは苦境に耐え、決して仲間を見捨てなかった」と伝記の著者アブド・アッ＝ザーヒルは彼の人格を称賛している。

### アイン・ジャールートの戦い

アイン・ジャールートの戦いまでのマムルーク軍、モンゴル軍の進路

1258年にモンゴル帝国の王族フレグによってアッバース朝が滅ぼされた後、モンゴル軍の更なる進攻に対して、アラブ世界は恐慌状態に陥った。
ダマスカスのナースィルはモンゴル軍を恐れ、フレグの元に子のアジィーズを派遣して関係の改善を試みたが、フレグはナースィル自らが来朝しないことを詰り、降伏勧告を突きつけた。ナースィルの宰相ザイヌッディーンはモンゴルへの降伏を説いたが、当時ナースィルの元に亡命していたバイバルスは憤慨してザイヌッディーンを殴り、「あなたはイスラム教徒の滅亡を望んでいるのか」と罵ったと伝えられている。バイバルスはナースィルを暗殺して新しい君主を立てようと図ったが失敗し、仲間を連れてガザに移った。
一方ナースィルはモンゴル軍と交戦することなく軍隊を解散し、マムルーク朝とカラクのムギースに援助を求めた。モンゴル軍の侵入に際して、マムルーク朝では将軍ムザッファル・クトゥズが若年のスルターン・マンスール・アリーを廃位し、自らスルターンに即位した。バイバルスはクトゥズに使者を送って和解を申し入れ、身の安全を保障されたバイバルスたちはカイロに帰還した。クトゥズから対モンゴル戦の司令官に任じられたバイバルスは、シリアでの迎撃を進言した。
クトゥズはナースィルに協力を約束したが、フレグの率いるモンゴル軍はすでにシリアに進んでいた。モンゴル軍はアレッポ、ダマスカスを占領したが、フレグは行軍中に兄であるモンケ・ハーンの訃報に接し、ケドブカ・ノヤンを代理の司令官としてペルシャに帰還した。ケドブカはナースィルを捕虜とし、モンゴルの攻撃から避難した人々で溢れかえるエジプトに降伏を要求する使節団を派遣した。
カイロで開かれた会議でバイバルスを初めとする諸将は主戦論を唱え、クトゥズは開戦を決断し、使節団を処刑した。バイバルスが率いる前衛はガザに駐屯していたモンゴル軍を撃破し、進軍中にフレグがペルシャに退却した報告を受け取る。バイバルスは地中海沿岸部のキリスト教勢力から中立の約束を取り付け、彼らの領土を通過してダマスカスを目指した。1260年9月3日、進軍中のマムルーク軍はアイン・ジャールートでケドブカが率いるモンゴル軍に遭遇し（アイン・ジャールートの戦い）、バイバルスの率いる部隊はクトゥズの本隊と共にケドブカの軍を挟撃し、モンゴル軍に完勝した。アイン・ジャールートの勝利はモンゴル帝国のアラブ世界への拡大を食い止め、さらにはマムルーク朝によるエジプト・シリア再統合のきっかけを生み出すことになる。

### スルターンへの登位
フレグがシリアの各都市に置いた総督はマムルーク軍によって殺害され、ダマスカスもイスラーム勢力の支配下に戻る。モンゴル軍との交戦前、バイバルスはクトゥズからアレッポ総督の地位を約束されていたが、戦後に約束を反故にされる。1260年10月、バイバルスはクトゥズに不満を抱く仲間と共謀してカイロへの帰還中に行われた狩りの最中にクトゥズを刺殺する。クトゥズの殺害後、テュルクの慣習に則って、クトゥズに止めを刺したバイバルスが新たなスルターンに推戴された。
即位したバイバルスはカイロのムカッタム城砦に入り、部将たちから忠誠の誓いを受けた。だが、クトゥズを迎える準備をしていたカイロ市民たちはクトゥズの死とバイバルスの即位に戸惑い、バフリー・マムルークによる統治に不安を抱いていた。バイバルスはクトゥズが課した税を廃止し、バフリー・マムルークたちに市民に危害を加えることを固く禁じたことで、人心はようやく落ち着いた。即位直後にダマスカス総督サンジャルやシリア諸都市の将軍たちが反乱を起こし、バイバルスはかつての主人であるアイダキーンを鎮圧に派遣した。反乱が鎮圧された後、バイバルスはアイダキーンをダマスカス総督に任命した。アレッポにおいてはクトゥズによって総督に任命されていたアラウッディーン・イブン・ルウルウが配下に放逐されており、バイバルスは新たにアレッポの総督となったフサームッディーン・ラージーンの地位を追認した。

### 外交政策の展開
1261年、バイバルスはアッバース朝最後のカリフ・ムスタアスィムの叔父アフマドがダマスカスに到着した報告を受け取り、彼をカイロに迎え入れてカリフ・ムスタンスィル2世として擁立した。アッバース家の象徴である礼服をムスタンスィル2世に着せられたバイバルスは、カリフを傍らに伴って華々しくカイロを行進した。そして、バイバルスはムスタンスィル2世からエジプト、シリア、アナトリアの統治を認める叙任状を受け取った。同年8月、バグダードにカリフの政権を復活させるためダマスカスに行き、ムスタンスィル2世に護衛を付けて送り出した。カリフ一行はユーフラテス川を渡った後、モンゴル軍に殺害された。
即位から3年の間、バイバルスは軍備の強化に力を入れ、陸海軍の再編、城砦の修築が実施された。バイバルスはモンゴルの侵攻に対抗するため、軍備の強化と並行して神聖ローマ帝国、東ローマ帝国との関係を強化した。ルーム・セルジューク朝のスルターン・カイカーウス2世は、自国の共同統治者であり政敵でもある弟のクルチ・アルスラーン4世を打倒するため、バイバルスに国土の半分の割譲と引き換えの援助を願い出た。エジプトの反乱、シリアに残存するアイユーブ王族、モンゴル軍に対処するため、バイバルスは中東の十字軍国家に対しては消極的な態度を取っていた。
イスラームの信者であるベルケが治めるモンゴル系国家のジョチ・ウルスとの同盟は、バイバルスの外交政策で最も効果的なものだった。1261年/62年、200人のモンゴル人騎兵が家族を伴ってエジプトに亡命する事件が起きる。バイバルスは彼らを丁重に扱い、住居、官職、イクターを与えた。好意的な態度のため、翌年にも移住者がエジプトに到着し、バイバルスの治世に3,000人のモンゴル人がエジプト・シリアに移住した。亡命者たちからベルケの情報を聞き取ったバイバルスは、1262年末に彼の元に使節団を派遣する。バイバルスが派遣した使節団と行き違いにベルケから派遣された使節団がエジプトに到着し、イルハン国を建てたフレグに対する軍事同盟の締結が提案された。バイバルスは使節の来訪を喜び、贈物とベルケの改宗を祝福した書簡を携えた返礼の使節を派遣した。そして、カイロ、メッカ、メディナ、エルサレムの金曜礼拝で読まれるフトバには、バイバルスの名前のすぐ後にベルケの名前が入れられた。
1262年より2年以上にわたってフレグはベルケとの戦争に釘付けにされ（ベルケ・フレグ戦争）、バイバルスは対モンゴル戦の軍備を整えることができた。フレグはベルケとの戦争の間に、1262年/63年にキリキア・アルメニア王国の王子ヘトゥムをエジプトに派兵したが、マムルーク軍はヘトゥムの侵入を撃退した。ヘトゥムの侵入と同時期にフレグの元からマムルーク朝の将軍に内通を促す密使が派遣されたが、バイバルスは間諜の報告で密使の動きを把握し、密使を逮捕・処刑することができた。1263年にバイバルスはモンゴルとの内通を口実としてカラクのムギースを処刑し、彼の領地を併合する。

### 十字軍国家との戦争

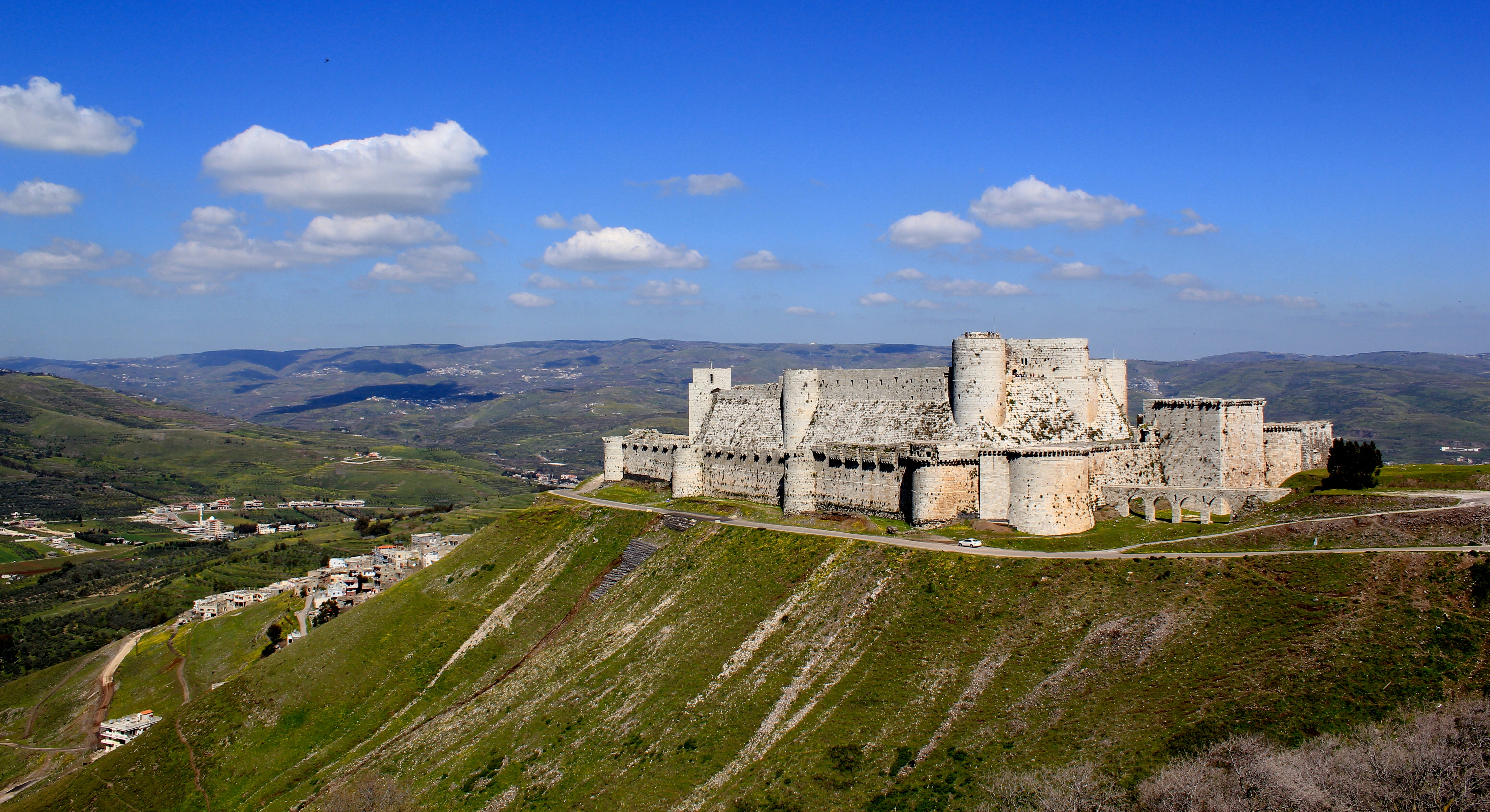
クラック・デ・シュヴァリエ

フレグの跡を継いでイルハン国のハン（君主）となったアバカが積極的な攻撃を展開できない状況を見て、バイバルスは中東に残存する十字軍国家に目を移す。1261年にキリスト教領主たちがバイバルスに和平を申し出、バイバルスは和平と捕虜の解放に同意した。しかし、和平にあたってキリスト教勢力に課した条件は実行されず、バイバルスは報復としてナザレの聖母教会を破壊した。1263年4月末にバイバルスはエルサレムに入城し、キャラバンサライ（隊商宿）の建設、岩のドームの修復を行い、聖地の領有を内外に誇示した。
1265年ごろまではマムルーク朝は十字軍国家に対して散発的な攻撃しか行っていなかったが、ジョチ・ウルス、シチリア、ビザンツとの同盟が成立し、十字軍への包囲が強化される。1265年より、バイバルスは十字軍国家との戦争を本格的に開始する。1266年に聖ヨハネ騎士団の支配下にあるサファドを攻略、戦後バイバルスは助命の約束を破棄し、2,000人に及ぶ騎士団員を処刑する。サファドの城壁には、バイバルスの勝利を記念する言葉が刻まれた。同年10月にキプロス王国からサファド奪回の軍が送られるが、マムルーク軍はキプロス軍を撃退する。
フレグの征西においてモンゴル軍に軍事力を提供していたキリキア・アルメニア王国も、バイバルスの攻撃の対象となった。バイバルスはキリキア・アルメニア王国に従属を促す使者を送るが拒絶され、同年にカラーウーンとハマーのアイユーブ王族アル・マンスールが率いる軍をキリキアに派兵した。アルメニア軍を破ったマムルーク軍はキリキア各地を破壊し、アルメニアの王子レオンを捕虜とした。和平を乞うアルメニア王ヘトゥムに対し、バイバルスは領土の割譲とフレグの元に捕らえられている旧友のシャムスッディーン・ソンコル（「赤毛の」ソンコル）の釈放を和平の条件として突き付けた。バイバルスが出した条件は全て受け入れられ、1267年6月にマムルーク朝とアルメニア王国の間に和平が成立する。
1268年には、ジャッファ（テルアビブ）、アンティオキア（アンタキヤ）を立て続けに屈服させる。16,000人に達するアンティオキアの守備隊を虐殺し、100,000人の市民を捕虜とした。マムルーク軍によってアンティオキアの町に火が放たれ、町は深刻な被害を被った。翌1269年に書簡を携えたアバカからの使節団がバイバルスの元を訪れた。アバカは書簡の中でバイバルスのクトゥズ殺害を責め、エジプトへの攻撃を宣言したが、バイバルスは自身が民衆に支持されており、かつマムルーク軍はモンゴル軍と戦う準備ができていると答え、使節団を追い返した。1270年にキプロス島に艦隊を派遣するが、航海中に暴風雨に遭って艦船の大部分が沈没した
。キプロス王ユーグ2世から艦船の乗組員を捕虜としたことが伝えられるが、バイバルスは暴風雨による偶然の勝利は戦闘での勝利に及ばないと意に介さず、嵐に遭わなければキプロス征服は成功していたと豪語した。
キプロス遠征と同じ1270年にルイ9世がエジプトに進軍している情報が届くが、ルイ9世率いる十字軍は目的地を変えてチュニスに上陸し、エジプトに上陸することは無かった（第8回十字軍）。ルイ9世の進軍を知ったバイバルスはトリポリ伯国の攻撃を中止して軍をエジプトに呼び戻すが、ルイ9世の死を知ると再びシリアに出兵し、難攻不落の城砦であるクラック・デ・シュヴァリエを攻撃する。テンプル騎士団が守るサフィタ城を陥落させた後にクラック・デ・シュヴァリエを攻撃するが、城内に籠る騎士団の突撃と、堅牢かつ複雑な城砦の構造はマムルーク軍の行く手を阻んだ。1271年4月8日、バイバルスが出した偽のトリポリ伯の降伏命令を受け取った城内の騎士団員はトリポリに退去し、クラック・デ・シュヴァリエを陥落させた。
一連の十字軍との戦闘でバイバルスは背信行為に対する非難と勝利への称賛を受け、中東のキリスト教徒はバイバルスを「カエサルのごとき英雄、ネロのごとき暴君」と恐れた。十字軍に勝利を収めたバイバルスは、投降したキリスト教徒の首に折れた十字架をかけ、逆さにした軍旗を持たせてカイロに凱旋した。十字軍が使用できないように、占領した多くの都市を徹底的に破壊したが、内陸部の重要な拠点であるサファドは補修し、再使用した。軍事作戦の過程でバイバルスはアッコンのエルサレム王国政府を無視し、各都市のキリスト教徒領主と個別に休戦条約を結んだ。一連のバイバルスの進攻に対するキリスト教勢力からの反撃はごく軽微なものであり、重要と言える野戦は発生しなかった。バイバルスがキリスト教勢力から収めた勝利は、カラーウーン、アシュラフ・ハリールの治世に達成される十字軍国家掃討の基盤を作りあげた。
また、バイバルスは十字軍勢力との戦争と並行して、1268年から十字軍勢力から援助を受けている
シリア北部の暗殺教団と交渉を行った。教団が十字軍との戦争の障害となると考え、1270年から3年の間に彼らの勢力を壊滅させた。

### キリキアへの親征、ヌビアへの派兵
バイバルスの攻撃に進退窮まったキリスト教勢力はイルハン国に助けを求め、1271年にモンゴルとルーム・セルジューク朝の連合軍がシリアに侵入する。モンゴル軍との戦闘の合間にアバカから休戦を提案する使者が派遣されるが、バイバルスはアバカ自身か彼の弟がエジプトに来るよう求め、和平は成立しなかった。1272年10月にモンゴル軍がシリアの辺境部への侵入を企てていることを知ったバイバルスは、ダマスカスから迎撃に向かう。ユーフラテス川を渡ったマムルーク軍の船舶と騎兵隊は国境地帯の要衝ビーラを攻めようとするモンゴル軍に勝利を収め、バイバルスはダマスカスに凱旋した。なおもバイバルスはモンゴル軍の動向に逐一注意し、ビーラでの勝利の後にアバカが進軍を行っている情報を受け取ると入念に軍備を行い、1273年9月にダマスカスに到着したが、モンゴル軍は姿を現さなかった。
バイバルスはキリキアへの遠征を考え、アルメニア王国がかつて和平にあたって課した条件を履行せず、マムルーク朝に敵対行為を取っていることを非難した。1275年2月にバイバルスはキリキア遠征に出発し、進軍中にハマーのアイユーブ家、アラブ遊牧民の軍と合流する。スィス（en）、アダナ、タルススなどのキリキアの都市はマムルーク軍に破壊され、市民は誘拐・殺害される。キリキア遠征でマムルーク軍は多くの戦利品と人質を得たが、戦利品の分配にあたってバイバルスは自分の分け前を取ろうとしなかった。
1275年から1276年にかけて、マムルーク朝はスーダンに勢力を広げる。1272年にヌビアのキリスト教国家マクリアの王ダーウドがエジプトに侵入し、アスワン、アイザーブが襲撃を受けた。アイザーブの襲撃はマムルーク朝の交易・巡礼者の往来を妨げる恐れがあり、1273年にバイバルスは小規模の討伐隊を派遣したが、エジプト南部の国境地帯を平定するだけに留まった。ダーウドによってマクリアの王位を奪われた王侯シャクンダがマムルーク朝の支援を求めてカイロを訪れると、1275年冬にバイバルスは大規模な討伐隊をヌビアに派遣した。ダーウドはマムルーク軍によって追放され、ドンゴラで復位したシャクンダはマムルーク朝に臣従と貢納を誓った。1276年に討伐隊はカイロに帰国、ヌビア全土が初めてイスラームの影響下に置かれたが、バイバルスは誓約の履行とシャクンダの動向を怪しみ、再三密偵をヌビアに送り込んだ。

### 最後の遠征

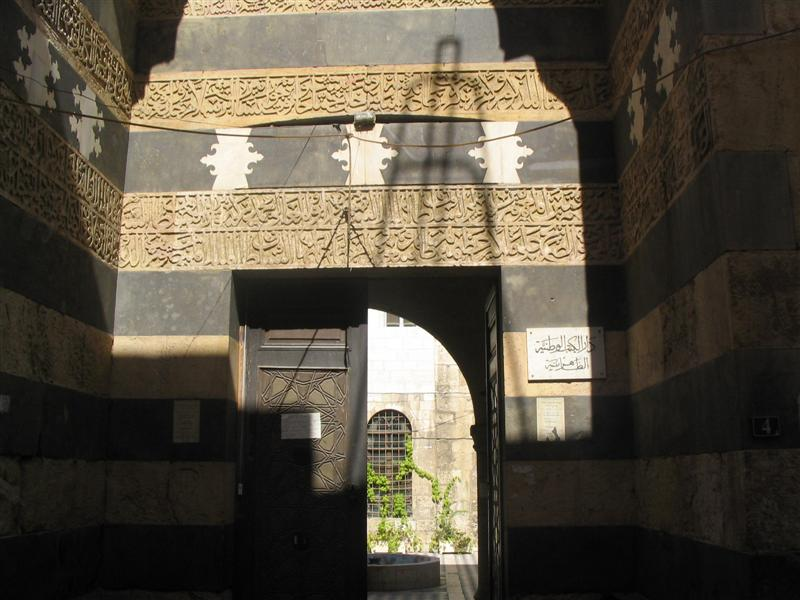
ザーヒリーヤ図書館

1276年7月、ルーム・セルジューク朝での内乱に破れた貴族がダマスカスへと亡命し、彼らはバイバルスにルーム・セルジューク朝への出兵を進言した。バイバルスは閲兵と軍事訓練を終えた後、1277年2月にエジプトを発つ。バイバルスはルーム・セルジューク朝のモンゴル支配からの解放を遠征の名目として掲げたため、マムルーク軍は進軍先の住民に危害を加えなかったが、アルメニア人をはじめとするキリスト教徒には厳しい迫害を行った。マムルーク軍はルーム・セルジューク朝とモンゴルの連合軍が陣を敷くジャイハーン河岸を目指したが、アブルスターン平原でモンゴル軍に遭遇、4月16日に両軍は激突した。この戦いでマムルーク軍は勝利を収めた（エルビスターン（アブルスターン）の戦い）。この後、カイサリア（カイセリ）に入城を果たしたバイバルスは市民から歓待され、セルジューク朝のスルターンとして迎え入れられた。しかし、バイバルスの予想に反してモンゴルの報復を恐れるルーム・セルジューク朝系の領主たちからの支持が得られず、1277年4月28日にバイバルスはカイサリアから撤退した。帰還途上でアブルスターンを通過した時、モンゴル軍が自軍の損害が微少であると信じさせるため、多くの自軍の兵士の遺体を埋めさせた。
6月8日にダマスカスに帰国したバイバルスはクミズ（馬乳酒）で祝杯を挙げたが、急な腹痛に襲われ、間もなく没した。死因は過度の飲酒、あるいは毒殺と考えられている。バイバルスの遺体はダマスカスに埋葬されたが、軍の反乱を防ぐためにその死は秘匿され、偽装のためにカイロに戻る軍列の中にはマムルークたちに護衛されたバイバルスの籠が加えられた。バイバルスの死から2年後、ダマスカスのサラディン廟の近くにバイバルスの墓が建てられたが、バイバルスの遺体は後世建てられたザーヒリーヤ図書館の敷地内に埋葬されている。
生前のバイバルスは息子のバラカへのスルターン位の世襲を望んでおり、1262年に配下の将軍たちにバラカへの忠誠を誓わせていた。1275年にバラカと配下第一の有力者であるカラーウーンの娘を婚約させてバラカの立場を堅固にした上で、さらにバイバルスは死期が近づいたとき、バラカに「自分を軽んじる将軍がいれば、真偽を確かめた後に直ちに処刑しなさい。誰にも相談してはならない」と遺言した。遠征隊がカイロに帰国した時にはじめてバイバルスの死が公表され、19歳になるバラカがスルターンに立てられた。しかし、その後継者となったバラカ、さらにその後を継いだもう1人のバイバルスの息子サラーミシュは相次いで短い治世で廃位され、1279年にはカラーウーンがスルターンとなった。

## 人物像
バイバルスは碧眼で、長身で褐色の皮膚を持つ力強い声の持ち主と記録されている。慎重かつ禁欲的な性格で、金銭には執着を示さなかった。活動的で勇敢、暴力的な性格で、配下の将軍からは畏怖されていた。歴史に強い関心を示し、「過去の出来事を聴くことは、どんな体験にも勝るものだ」と述べた。後世に成立した説話文学においては、イスラーム世界に蔓延るズルム（不正）を罰し、アドル（公正）を実現する英雄として描写されている。
バイバルスは狩猟やポロを趣味とし、カイロ郊外に競技場を建設した。バイバルスは馬を乗り継いで1週間でカイロとダマスカスの間を移動した直後、さらに体を動かしてポロを楽しんでいた超人的な体力の持ち主だと伝えられている。バイバルスは遠泳も得意としており、ある時には鎧を付けたままナイル川を泳いでいた。
バイバルス、カラーウーンに近侍したイブン・アブドゥッザーヒル（1223年 - 1293年）はバイバルスの伝記を著したが原典は散逸し、甥によって改編されたテキストのみが残っている。

## 政策

### 伝達網の整備
1261年のカリフの擁立と同じ時期、バイバルスはエジプト・シリア間に駅伝（バリード）制度を整備した。数10kmごとに駅舎が置かれ、街道沿いに住むアラブ遊牧民には駅舎に置かれる馬の提供が義務として課せられた。バリード制度の利用により、700km超の距離があるカイロ・ダマスカス間を4日で移動することが可能になり、危急の時には伝書鳩で警告が伝えられた。この制度によってバイバルスはカイロに留まりながらもモンゴル軍のみならず、各地の総督の動きも察知することができた。中央集権制度の確立、アラブ遊牧民への統制を強化した点において、バイバルスが創始したバリード制度は有用であったと言える。

### 建築事業

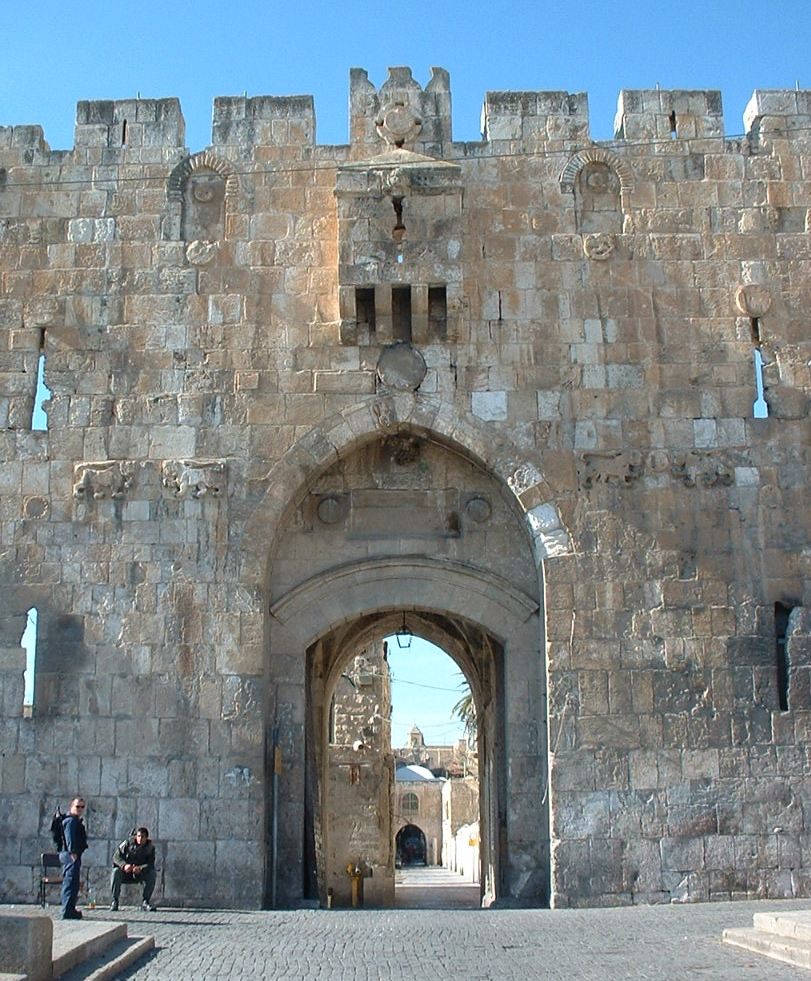
エルサレムのライオン門

バイバルスはエジプト・シリアの両方で多くの建築事業を実施した。また、港湾施設や溝渠の整備を行っている。
代表的な建造物にカイロの大モスク、ザーヒリーヤ学院が挙げられている。後に大モスクはナポレオン・ボナパルトとイギリス占領軍によって、軍事施設として使用される。ほかカイロにおいてはアズハル・モスクの修築、ダマスカスではウマイヤ・モスクの修復などを行った。
バイバルスは自身の紋章であるライオンを、宗教的要素の無い建造物の装飾に用いた。1266年のサファド攻略後にヨルダン川に橋を架け、橋には両脇にライオンの像を配する碑文が置かれた。エルサレムの聖ステファノス門に2頭のライオンの像を飾り、門はライオン門と呼ばれるようになった。

### バイバルスと信仰
バイバルスは熱心なスンナ派の信仰者であり、篤実な信仰心を持っていた。1266年から1268年にかけてメッカ、メディーナのシャリーフ（預言者ムハンマドの子孫）の争いに介入し、ヒジャーズに遠征を行った。1269年にバイバルスはメッカ巡礼を果たし、配下の将軍をメッカの総督に任じた。
バイバルスはスンナ派の四大法学派を公認し、それぞれの学派を代表する4人のカーディー（裁判官）を任命した。孤児、宗教財産、国庫に関する裁判は従来通りシャーフィイー派の大カーディーが担当したため、シャーフィイー派の大カーディーが最高位に立ち、ハンバル派、マーリク派、ハナフィー派の大カーディーがこれに続く地位に置かれた。スンナ派の四学派が名目上は対等の立場を持ったことでスンナ派全体の権威が向上し、カーディーの任命によってウラマー（法学者）への統制力も強化された。さらに国家の主要な収入源となっていた売春を厳しく取り締まった。
1261年にバイバルスはマムルーク朝に亡命したアッバース朝最後のカリフの叔父ムスタンスィル2世をカリフとして擁立した。ムスタンスィル2世を伴ってカイロで華やかな行進を行い、行進にはイスラム教徒だけでなくユダヤ教徒、キリスト教徒も参加していた。カリフの擁立に伴い、北インド、モロッコのイスラーム政権に使節を派遣してフトバにムスタンスィル2世の名前を入れることを要求し、イスラーム世界の各国からカリフの擁立は好意的に受け止められた。バイバルスはマムルーク朝のスルターンがカリフの庇護者となることで、武力でアイユーブ朝を打倒したマムルーク政権の正統性を示す役割を果たしたと考えられている。カリフを自称するハフス朝のアル＝ムスタンスィルとの関係は悪化するが、対立は深刻なものにはならず、1270年にルイ9世がチュニスに向かった際にバイバルスはハフス朝に支援を申し出ている。ムスタンスィル2世の死後、カイロに亡命したハーキムを新たにカリフとして擁立し、疑似的なカリフ制度が長く続いた。バイバルスはカリフが必要以上に力を持つことを危険視しており、ハーキムにはカイロ市民との接触を禁じていた。
輿（マフミル）を乗せたラクダを先頭とする巡礼団をメッカに派遣し、カアバ神殿にかける絹の覆い（キスワ）を贈答する、年に一度の儀礼がバイバルスの治世から開始された。カリフの保護と合わせて、バイバルスは聖地の保護者であることを内外に誇示することで、スルターンの権力を正当化する意図を有していたと考えられている。メッカ・エルサレム2つの聖地、巡礼者の保護に注力したバイバルスは、「両聖地の保護者」を自称した。

## 家族

### 妻
- フワーリズミーヤ（中央アジアのホラズム地方出身者から構成される軍）の長ベルケ（バラカ）・ハーンの娘[10]
- モンゴル系のアミール・ノカーイの娘
- クルド人のシャフラズーリーヤ族の女

### 子
バイバルスは妻、女奴隷との間に5人の男子と7人の女子をもうけた。
- バラカ - 母はベルケ（バラカ）・ハーンの娘[129]
- サラーミシュ

## 登場する作品
- 赤羽尭『復讐、そして栄光』光文社 1990年
- 蒼き狼と白き牝鹿シリーズ（光栄）